# Rohan Smith
Pas d'image ? Cliquez ici
Rohan Smith, né le 6 mai 1981, est un entraîneur australien de rugby à XIII dans les années 2000, 2010 et 2020. Fils de l'entraîneur à succès Brian Smith et neveu d'un oncle, Tony Smith tout aussi prestigieux, Rohan Smith se tourne très vite vers le métier d'entraîneur.
Il intègre les premiers dès l'âge de 21 ans les encadrements techniques en tant qu'analyste video en National Rugby League du côté des New Zealand Warriors puis de prendre des rôles d'adjoint aux London Broncos, Sydney Roosters et Newcastle Knights, ces deux derniers aux côtés de son père, puis de Penrith Panthers et Gold Coast Titans. Cela est entre coupé par une première expérience en tant qu'entraîneur en prenant en main pour trois rencontres la sélection des Tonga.
En 2016, il prend le poste d'entraîneur de son premier club avec les Bradford Bulls avant leur liquidation en 2017, puis quatre années dans le club australien des Norths Devils dans l'anti-chambre de la NRL. En avril 2022, le club de Leeds Rhinos fait appel à lui à la suite d'un début de saison raté et y remplace Richard Agar, il atteint la finale de la Super League dès sa première saison au club.

## Palmarès
- Collectif : 
  - Finaliste de la Super League : 2022 (Leeds).

### Performances d'entraîneur
| Club         | Début         | Fin      | Résultats |
| ------------ | ------------- | -------- | --------- |
| Leeds Rhinos | 20 avril 2022 | en cours |           |